# Rychlobruslení na Zimních olympijských hrách 2010 – 5000 metrů ženy
Závod na 5000 metrů žen na Zimních olympijských hrách 2010 se konal v hale Richmond Olympic Oval v Richmondu dne 24. února 2010. Z českých závodnic se jej zúčastnila Martina Sáblíková.

## Výsledky
| Pořadí           | Dvojice | Dráha | Jméno                        | Země                   | Čas     | Ztráta |
| ---------------- | ------- | ----- | ---------------------------- | ---------------------- | ------- | ------ |
| Zlatá medaile    | 8       | I     | Martina Sáblíková            | Česko                  | 6:50,91 | 0,00   |
| Stříbrná medaile | 7       | I     | Stephanie Beckertová         | Německo                | 6:51,39 | +0,48  |
| Bronzová medaile | 5       | O     | Clara Hughesová              | Kanada                 | 6:55,73 | +4,82  |
| 4.               | 8       | O     | Daniela Anschützová-Thomsová | Německo                | 6:58,64 | +7,73  |
| 5.               | 6       | O     | Maren Haugliová              | Norsko                 | 7:02,19 | +11,28 |
| 6.               | 7       | O     | Kristina Grovesová           | Kanada                 | 7:04,57 | +13,66 |
| 7.               | 5       | I     | Masako Hozumiová             | Japonsko               | 7:04,97 | +14,05 |
| 8.               | 3       | I     | Jilleanne Rookardová         | Spojené státy americké | 7:07,48 | +16,57 |
| 9.               | 6       | I     | Šiho Išizawaová              | Japonsko               | 7:12,23 | +21,32 |
| 10.              | 2       | I     | Jorien Voorhuisová           | Nizozemsko             | 7:13,27 | +22,36 |
| 11.              | 4       | I     | Elma de Vriesová             | Nizozemsko             | 7:16,68 | +25,77 |
| 12.              | 1       | O     | Cindy Klassenová             | Kanada                 | 7:22,09 | +31,18 |
| 13.              | 2       | O     | Světlana Vysokovová          | Rusko                  | 7:23,33 | +32,42 |
| 14.              | 4       | O     | Cathrine Grageová            | Dánsko                 | 7:23,83 | +32,92 |
| 15.              | 1       | I     | Maria Lambová                | Spojené státy americké | 7:25,15 | +34,23 |
| 99.              | 3       | O     | Katrin Mattscherodtová       | Německo                | DSQ     | +99,99 |

### Mezičasy medailistek
| Jméno                | Země    | 200 m         | 600 m         | 1000 m          | 1400 m          | 1800 m          | 2200 m          | 2600 m          | 3000 m          | 3400 m          | 3800 m          | 4200 m          | 4600 m          | Cíl             |
| -------------------- | ------- | ------------- | ------------- | --------------- | --------------- | --------------- | --------------- | --------------- | --------------- | --------------- | --------------- | --------------- | --------------- | --------------- |
| Martina Sáblíková    | Česko   | 20,41 (0,00)  | 52,14 (0,00)  | 1:23,91 (0,00)  | 1:56,08 (0,00)  | 2:28,39 (0,00)  | 3:00,83 (0,00)  | 3:33,47 (0,00)  | 4:06,12 (0,00)  | 4:38,69 (0,00)  | 5:11,47 (0,00)  | 5:44,47 (0,00)  | 6:17,77 (0,00)  | 6:50,91 (0,00)  |
| Stephanie Beckertová | Německo | 20,75 (+0,34) | 53,05 (+0,91) | 1:25,31 (+1,40) | 1:57,87 (+1,79) | 2:29,86 (+1,47) | 3:02,01 (+1,18) | 3:34,84 (+1,37) | 4:07,57 (+1,45) | 4:40,22 (+1,53) | 5:13,06 (+1,59) | 5:45,92 (+1,45) | 6:19,07 (+1,30) | 6:51,39 (+0,48) |
| Clara Hughesová      | Kanada  | 21,18 (+0,77) | 52,72 (+0,58) | 1:24,59 (+0,68) | 1:57,14 (+1,06) | 2:29,99 (+1,60) | 3:02,69 (+1,86) | 3:35,56 (+2,09) | 4:08,54 (+2,42) | 4:41,57 (+2,88) | 5:14,82 (+3,35) | 5:48,28 (+3,01) | 6:21,95 (+4,18) | 6:55,73 (+4,82) |